# Psilopa marginella
Psilopa marginella är en tvåvingeart som beskrevs av Fallen 1823. Psilopa marginella ingår i släktet Psilopa och familjen vattenflugor. Arten är reproducerande i Sverige. Inga underarter finns listade i Catalogue of Life.